# Núcleo General Franco
Los Palomares (137), denominado oficialmente por el ayuntamiento Núcleo Gral. Franco, es uno de los barrios en los que se divide administrativamente la ciudad de Málaga, España que pertenece al distrito Cruz de Humilladero. Geográficamente se encuentra situado en un terreno llano, dentro de la vega baja del Guadalhorce, en el centro de la zona oriental y residencial del distrito. El pequeño barrio se compone de una hilera de casas en calle Virgen del Pilar y cuya forma se asemeja a la de un palomar, de ahí el nombre común y popular de la zona. Los Palomares es uno de los puntos calientes de venta de droga en Málaga, y se ha visto envuelto en más de una ocasión en operaciones policiales contra el narcotráfico. Según la delimitación oficial de barrios del ayuntamiento, limita al norte con el barrio de Carranque; al este, con los barrios de 4 de Diciembre y Cruz del Humilladero; al sur, con el barrio de Santa Julia; y al oeste con los barrios de Nuestra Señora del Carmen y Polígono Carretera de Cártama.
La construcción de Los Palomares finalizó en 1958, siendo entregadas 132 viviendas las cuales el Instituto Nacional de la Vivienda enmarcó en el proyecto de Carranque. El nombre dado por el Instituto Nacional de la Vivienda fue el de Núcleo General Franco, el cual oficialmente permanece hasta nuestros días. En el barrio se construyó el Centro Periférico de Especialidades San José Obrero, conocido popularmente como Barbarela por su semejanza con la famosa discoteca de Torremolinos, perteneciente al complejo del Hospital Clínico.
Los Palomares cuenta con una superficie de 0,033 km² y según datos del ayuntamiento de Málaga, cuenta con una población aproximada a los 770 habitantes. Los Palomares está comunicado al resto de la ciudad mediante la red de autobuses urbanos de la EMT Málaga y mediante el metro de Málaga con la estación de «Barbarela», la cual está situada en los límites administrativos del barrio.

## Etimología
El nombre oficial del barrio toma su nombre del dictador Francisco Franco, jefe de Estado de España en el momento en el que se construyó la barriada. El nombre popular de Los Palomares en cambio, se deriva de la forma de las viviendas que se asemejan a la de un palomar.

## Historia
La construcción de la barriada de Los Palomares se remonta a los años 1950, enmarcada en el mismo proyecto de entrega de viviendas que la barriada de Carranque por el Instituto Nacional de la Vivienda. En el barrio se construyó el Centro Periférico de Especialidades San José Obrero y posteriormente también la Delegación Territorial de Economía, Innovación, Ciencia y Empleo. 

## Ubicación geográfica
Los Palomares se encuentra situado geográficamente en un terreno totalmente llano, dentro de la vega baja del Guadalhorce. Se sitúa en la zona central del distrito, en la parte residencial de Cruz de Humilladero. Delimita con los barrios de Carranque, 4 de Diciembre, Cruz del Humilladero, Santa Julia, Nuestra Señora del Carmen y Polígono Carretera de Cártama.
| Noroeste: Polígono Carretera de Cártama                          | Norte: Carranque | Nordeste: Carranque                         |
| Oeste: Polígono Carretera de Cártama y Nuestra Señora del Carmen |                  | Este: 4 de Diciembre y Cruz del Humilladero |
| Suroeste: Nuestra Señora del Carmen                              | Sur: Santa Julia | Sureste: Santa Julia                        |

### Límites
Los Palomares está delimitado al norte por la calle Virgen de la Fuensanta, al este por la calle Virgen del Pilar, al sur por la avenida Ortega y Gasset y al oeste por la avenida Juan XXIII.

## Demografía
El barrio contaba en 2020 con una población total de 770 habitantes.

## Urbanismo
El barrio se compone de 132 viviendas adosadas. 

## Callejero
A diferencia de otros barrios y barriadas de Málaga, el callejero de Los Palomares no sigue ninguna temática. A pesar de su reducido tamaño no cuenta con calles o vías de importancia más allá de la avenida Ortega y Gasset y la avenida Juan XXIII que son las que delimitan el barrio. La calle principal dentro de sus límites es la calle Fernández Fermina que divide el barrio en dos mitades. Las calles, avenidas y demás vías urbanas del barrio son:
- Calle Fernández Fermina
- Calle Hernando de Soto
- Avenida José Ortega y Gasset
- Avenida Juan XXIII
- Calle Virgen del Pilar

## Lugares de interés

### Barbarela
Barbarela es el nombre popular que recibe el Centro Periférico de Especialidades San José Obrero, debido a su semejanza arquitectónica con la discoteca, hoy desaparecida, Barbarela, situada en Torremolinos y que fue una de las más conocidas de Málaga y de la Costa del Sol durante los años 1970. El nombre de Barbarella a su vez, lo adoptó la discoteca después del cómic "Barbarella", adaptado posteriormente al cine con Jane Fonda como protagonista. A pesar de la fama de la discoteca cerró a los pocos años de su inauguración en 1972. El edificio es de forma circular y cuenta con tres plantas. Pertenece al Hospital Universitario Virgen de la Victoria, más conocido como Hospital Clínico. 
El CPE San José Obrero se inauguró en 1971 como ambulatorio, en la recién construida ronda intermedia (actual Juan XXIII) y en un acto al que acudió el entonces ministro de trabajo, Licinio de la Fuente. Fue bendecido por el obispo de Málaga Ángel Suquía Goicoechea. El área de influencia del ambulatorio se extendía por las zonas de El Perchel, Explanada de la Estación, Huelin y la barriada Girón, así como también por los barrios periféricos de Campanillas, Puerto de la Torre, Colonia de Santa Inés, Churriana y Torremolinos (que en 1971 pertenecía a Málaga capital). También daba cobertura a las poblaciones de Álora, Alhaurín el Grande, Alhaurín de la Torre, Alozaina, Ardales, Cártama, Carratraca, Casabermeja, Coín, Guaro, Monda, Peñarrubia, Pizarra y Tolox.

## Infraestructura

### Centros educativos
Educación primaria:
Ningún centro educativo de enseñanza primaria se encuentra situado en los límites del barrio, los más cercanos son:
- CEIP Giner de los Ríos

Educación secundaria:
Ningún centro educativo de enseñanza secundaria se encuentra situado en los límites del barrio, los más cercanos son:
- IES "Salvador Rueda"

### Centros de salud
Ningún centro de salud se encuentra situado en los límites del barrio, los más cercanos son:
- Centro de Salud "Cruz del Humilladero"
- Centro de Salud "Carranque"

En Los Palomares está situado el Centro Periférico de Especialidades San José Obrero «Barberela», el cual depende administrativamente del Hospital Clínico.

## Transporte

### Autobús urbano
En autobús queda conectado mediante las siguientes líneas de la EMT: 
| Línea | Trayecto                                             | Recorrido | Frecuencia                                     |
| ----- | ---------------------------------------------------- | --------- | ---------------------------------------------- |
| 4     | Paseo del Parque - Cortijo Alto (Ciudad de Justicia) | Recorrido | 11-12 minutos                                  |
| 14    | Paseo de la Farola - Teatinos                        | Recorrido | 11 minutos                                     |
| 15    | La Virreina - Santa Paula                            | Recorrido | 11-12 minutos                                  |
| 22    | Avda. Molière - Universidad                          | Recorrido | 10 minutos (16-18 minutos en época no lectiva) |
| 31    | Paseo del Parque - Palacio de Deportes               | Recorrido | 18-25 minutos                                  |
| N2    | Plaza de la Marina - Circular                        | Recorrido | 50-55 minutos                                  |

### Metro de Málaga
En metro queda conectado mediante la estación de Barbarela de Metro Málaga:
| Línea | Cabeceras      | Cabeceras  | Plano |
| ----- | -------------- | ---------- | ----- |
|       | Andalucía Tech | Atarazanas | Plano |